# Palazzo Hercolani (Forlì)
Il palazzo Hercolani è una costruzione sita in centro a Forlì a pochi passi da piazza Aurelio Saffi.
Fino al 1844 appartenne all'antica famiglia forlivese Hercolani, tra i cui membri si annovera Cesare Hercolani, il "vincitore di Pavia". L'ultimo erede, Fabrizio Gaddi Hercolani, figlio di Cesarina Hercolani e di Lepido Gaddi Hercolani, vendette la proprietà al conte Sesto Matteucci, che ne intraprese la ristrutturazione: il palazzo era già frutto dell'accorpamento di tre diversi edifici e il conte rese più omogenei i tre corpi di fabbrica per rispondere ad esigenze di comodità e decoro.
Nel 1866 con il matrimonio di Vittoria Matteucci con Filippo Guarini il palazzo divenne proprietà della famiglia Guarini e nel 1946 venne venduto dalla contessa Maria Acquaderni, vedova Guarini, alla società cooperativa "Carlo Marx".
Nel palazzo è custodito un dipinto del 1869 di Pompeo Randi (Beata Vergine del Fuoco con i santi Mercuriale, Pellegrino, Marcolino e Valeriano), che presenta sullo sfondo un panorama della Forlì dell'epoca.
Il palazzo è stato recuperato negli anni ottanta ad opera di Assicoop Romagna. 
A maggio 2021, dopo alcuni mesi di ristrutturazioni, è diventato il nuovo quartier generale di Unieuro.